# Campeonato Mundial de Ciclismo de Montaña de 2013
El XXIV Campeonato Mundial de Ciclismo de Montaña se celebró en la ciudad de Pietermaritzburg (Sudáfrica) entre el 27 de agosto y el 1 de septiembre de 2013, bajo la organización de la Unión Ciclista Internacional (UCI) y la Unión Ciclista Sudafricana. 
Las competiciones se realizaron en el centro Cascades MTB Park de la ciudad sudafricana. Se compitió en 4 disciplinas, las que otorgaron un total de 10 títulos de campeón mundial:
- Descenso (DH) – masculino y femenino
- Campo a través (XC) – masculino, femenino y relevo mixto
- Campo a través por eliminación (XCE) – masculino y femenino
- Trials (TRI) – masculino 20″, masculino 26″ y femenino 20″/26″

## Resultados

### Masculino
| Evento                                 | Oro                               | Plata                             | Bronce                                  |
| -------------------------------------- | --------------------------------- | --------------------------------- | --------------------------------------- |
| Descenso (01.09)                       | Greg Minnaar Sudáfrica 3:58,058   | Michael Hannah Australia 3:58,454 | Jared Graves Australia 4:01,391         |
| Campo a través (31.08)                 | Nino Schurter · Suiza · 1:40:17   | Manuel Fumic · Alemania · 1:40:24 | José Antonio Hermida · España · 1:40:38 |
| Campo a través por eliminación (01.09) | Paul van der Ploeg Australia      | Daniel Federspiel · Austria ·     | Catriel Andrés Soto Argentina           |
| Trials 20″ (30.08)                     | Abel Mustieles · España · 12 pts. | Aurélien Fontenoy Francia 28 pts. | Benito Ros Charral · España · 30 pts.   |
| Trials 26″ (31.08)                     | Vincent Hermance Francia 14       | Gilles Coustellier Francia 19     | Kenny Belaey · Bélgica · 26             |

### Femenino
| Evento                                 | Oro                                     | Plata                                 | Bronce                            |
| -------------------------------------- | --------------------------------------- | ------------------------------------- | --------------------------------- |
| Descenso (01.09)                       | Rachel Atherton Reino Unido 4:28,043    | Emmeline Ragot Francia 4:36,675       | Tracey Hannah Australia 4:40,438  |
| Campo a través (31.08)                 | Julie Bresset Francia 1:42:54           | Maja Włoszczowska · Polonia · 1:42:59 | Esther Süss · Suiza · 1:44:00     |
| Campo a través por eliminación (01.09) | Alexandra Engen · Suecia ·              | Jolanda Neff · Suiza ·                | Linda Indergand · Suiza ·         |
| Trials 20″/26″ (30.08)                 | Tatiana Janíčková · Eslovaquia · 8 pts. | Gemma Abant Condal · España · 8 pts.  | Janine Jungfels Australia 17 pts. |

### Mixto
| Evento                             | Oro                                                                                            | Plata                                                                | Bronce                                                                                |
| ---------------------------------- | ---------------------------------------------------------------------------------------------- | -------------------------------------------------------------------- | ------------------------------------------------------------------------------------- |
| Campo a través por relevos (28.08) | Marco Aurelio Fontana · Gioele Bertolini · Eva Lechner · Gerhard Kerschbaumer · Italia · 58:12 | Jordan Sarrou Raphaël Gay Julie Bresset Maxime Marotte Francia 58:12 | Markus Schulte-Lünzum · Georg Egger · Hanna Klein · Manuel Fumic · Alemania · 1:00:33 |

## Medallero
| Núm. | País        | Oro | Plata | Bronce | Total |
| ---- | ----------- | --- | ----- | ------ | ----- |
| 1    | Francia     | 2   | 4     | 0      | 6     |
| 2    | Australia   | 1   | 1     | 3      | 5     |
| 3    | España      | 1   | 1     | 2      | 4     |
| 3    | Suiza       | 1   | 1     | 2      | 4     |
| 5    | Eslovaquia  | 1   | 0     | 0      | 1     |
| 5    | Italia      | 1   | 0     | 0      | 1     |
| 5    | Reino Unido | 1   | 0     | 0      | 1     |
| 5    | Sudáfrica   | 1   | 0     | 0      | 1     |
| 5    | Suecia      | 1   | 0     | 0      | 1     |
| 10   | Alemania    | 0   | 1     | 1      | 2     |
| 11   | Austria     | 0   | 1     | 0      | 1     |
| 12   | Polonia     | 0   | 1     | 0      | 1     |
| 13   | Argentina   | 0   | 0     | 1      | 1     |
| 13   | Bélgica     | 0   | 0     | 1      | 1     |
|      | TOTAL       | 10  | 10    | 10     | 30    |